# Thành phố độc lập (Hoa Kỳ)
Tại Hoa Kỳ, một thành phố độc lập là thành phố không thuộc vào bất cứ quận riêng biệt nào.  Theo lịch sử thì quận tại Hoa Kỳ là đơn vị hành chính đầu não của chính quyền địa phương tại phần lớn đất nước nên các thành phố độc lập tương đối hiếm thấy ngoài tiểu bang Virginia (xem bên dưới). Hiến pháp của Virginia làm cho các thành phố độc lập trở thành trường hợp đặc biệt. Cục Điều tra Dân số Hoa Kỳ dùng quận làm đơn vị căn bản cho mục đích thông tin thống kê, và xem các thành phố độc lập là đơn vị tương đương quận cho các mục đích đó. Baltimore, Maryland là thành phố độc lập lớn nhất tại Hoa Kỳ.

## Virginia
39 trong số 42 thành phố độc lập tại Hoa Kỳ nằm trong tiểu bang Virginia. Ba thành phố còn lại không nằm trong  Virginia là Baltimore trong tiểu bang Maryland, St. Lousis trong tiểu bang Missouri và Carson City trong tiểu bang Nevada.

### Lịch sử
Trong Thịnh vượng chung Virginia, tất cả các khu tự quản được hợp nhất với địa vị là "thành phố" thì trở thành "thành phố độc lập" hay còn được gọi là "thành phố tự do" kể từ năm 1871 khi hiến pháp tiểu bang, được sửa đổi, trở thành có hiệu lực sau nội chiến Hoa Kỳ.  Khi đó tiểu bang đã mất một phần lãnh thổ mà trở thành tiểu bang riêng biệt Tây Virginia trong thời nội chiến. 39 thành phố độc lập của Virginia không thuộc bất cứ quận nào về mặc chính trị cho dù về mặc địa lý chúng có thể bị một quận nào đó vây quanh hoàn toàn. Một thành phố độc lập tại tiểu bang Virginia có thể dùng làm quận lỵ của một quận kế cận cho dù theo định nghĩa thành phố này không thuộc quận đó. Một số khu tự quản khác của Virginia cho dù chúng có dân số đông hơn một số thành phố độc lập hiện hữu nhưng chúng chỉ có địa vị là thị trấn hợp nhất. Các thị trấn như thế luôn là một phần của một quận.  Các thị trấn hợp nhất có ít quyền lực, tùy theo mỗi hiến chương thị trấn. Thông thường các thị trấn này chia sẻ nhiều khía cạnh như tòa án phân khu học chính công cộng với quận mà nó lệ thuộc.
Trong Thịnh vượng chung Virginia, có hai hạng thành phố.  Sự khác biệt chính yếu có liên quan đến hệ thống tòa án.  Thành phố hạng-nhất (thí dụ như Norfolk) có tòa án tổng quát và tòa án phúc thẩm riêng của mình.  Thành phố hạng-hai (thí dụ như Fairfax City, Falls Church) có tòa án tổng quát nhưng không có tòa án phúc thẩm riêng.  Vì thế, chẳng hạn như, Fairfax City có chung một toà án phúc thẩm với quận Fairfax trong khi đó Falls Church City có chung toàn án phúc thẩm với quận Arlington.
Các thành phố độc lập được lập ra để tập quyền hóa các vấn đề pháp lý và giao thương vì hệ thống thuyền buôn xưa kia di chuyển từ đồn điền này sang đồn điền khác không hữu hiệu. Thủ phủ thời thuộc địa Williamsburg được thiết lập vì lý do này, được dùng làm một cảng sông trên sông James. Các thành phố bao gồm quận Charles City và quận James City mà tên của chúng có từ City (thành phố) có nguồn gốc từ các khu tự quản xưa kia được công ty Virginia lập năm 1619 có tên gọi là Charles Cittie và James Cittie. Thực thể khác là quận Elizabeth City, gốc xưa kia là một phần đất của Elizabeth Cittie xa xưa hơn nữa.  Nó biến mất năm 1952 khi được kết hợp về mặt chính trị với thành phố nhỏ Hampton (quận lỵ) và thị trấn Phoebus để hình thành và mở rộng thành thành phố độc lập hiện nay là Hampton, Virginia.

### Quận Arlington
Quận Arlington, thường được biết với tên gọi đơn giản là "Arlington," không phải là một thành phố độc lập.  Tuy nhiên, nó thường được xem một cách rộng rải là một thành phố vì địa giới nhỏ nhưng có mật độ dân đông, hoàn toàn bị đô thị hóa và gần bằng diện tích của các thành phố độc lập khác trong tiểu bang. Nó không có thành phố hay thị trấn nào khác nằm bên trong địa giới của nó. Nó duy trì cơ sở hạ tầng xa lộ cho riêng mình như các thành phố độc lập. Nó chỉ gồm phần đất mà tiểu bang Virginia nhượng lại cho chính phủ liên bang Hoa Kỳ thành lập thủ đô Washington, D.C. trong cuối thế kỷ 19 nhưng sau đó được giao trả lại cho tiểu bang vào năm 1846 (phần lớn vùng đất này hiện nay là quận Arlington và phần còn lại hình thành một phần của thành phố Alexandria).

### Cựu thành phố độc lập
Các cựu thành phố độc lập hiện nay đã biến mất gồm có:
- Clifton Forge từ bỏ địa vị thành phố của mình năm 2001, hiện nay là thị trấn hợp nhất trong quận Alleghany.
- Manchester từng kết hợp với thành phố Richmond năm 1910.
- South Boston từ bỏ địa vị thành phố của mình năm 1994, hiện nay là thị trấn hợp nhất trong quận Halifax.
- South Norfolk nhập vào quận Norfolk năm 1963 để trở thành thành phố Chesapeake.

Hai thành phố độc lập khác chỉ tồn tại trong một thời gian ngắn:
- Nansemond, được thành lập từ cựu quận Nansemond năm 1972, nhập với thành phố lúc đó là Suffolk và 3 thị trấn chưa hợp nhất nằm bên trong địa giới củ của quận vào năm 1974 để hình thành thành phố Suffolk ngày nay.
- Warwick, từng được thành lập từ cựu quận Warwick năm 1952, nhập với thành phố Newport News vừa mới mở rộng vào năm 1958.

## Các tiểu bang khác
Một số tiểu bang đã thành lập các thành phố độc lập nhằm mục đích dễ dàng quản lý hành chính đối với các thủ phủ/thành phố lớn của mình:
- Thành phố Baltimore của tiểu bang Maryland được tách khỏi quận Baltimore từ năm 1851.
- Carson City, tiểu bang Nevada, kết hợp với quận Ormsby năm 1969; tuy nhiên, quận Ormsby ngay lập tức bị giải thể.
- Thành phố St. Louis, tiểu bang Missouri, bị tách khỏi quận St. Louis năm 1876.

## Các thực thể khác tương tự như thành phố độc lập
Một thành phố độc lập không giống như:
- Một quận-thành phố thống nhất, thí dụ như San Francisco, Philadelphia, Denver, Honolulu, Jacksonville, Indianapolis, Nashville, Louisville, Athens, Augusta, New Orleans, hay Anchorage. Tại các quận-thành phố thống nhất vừa kể, chính quyền quận và thành phố nhập thành một (trong một số trường hợp, thành phố bao trọn hết phần đất nằm trong địa giới của quận trong khi đó các trường hợp một số cộng đồng hợp nhất tồn tại bên trong địa giới quận). Thị trấn và quận Nantucket tại tiểu bang Massachusetts cùng tồn tại song song, hình thành nên một thực thể tương tự. Giống như thế, thành phố và quận Honolulu bao trọn phần đất của đảo Oahu, Hawaii.  Sự khác biệt trong một quận-thành phố thống nhất là thành phố và quận cả hai cùng tồn tại song song mặc dù nó có chung một chính quyền thống nhất trong khi đó thành phố độc lập không có quận tồn tại song song với thành phố.
- Một quận bị đô thị hóa hoàn toàn như quận Arlington, tiểu bang Virginia.
- Một quận-thành phố "kiểu liên bang hóa" với hình thức chính quyền đa cấp như như trường hợp giữa thành phố Miami và quận Miami-Dade, Florida.
- Thành phố New York gồm có 5 quận thành phố, mỗi quận thành phố cùng tồn tại về mặc địa giới song song với một quận của tiểu bang New York.
- Washington, D.C. có địa vị đặc biệt là thủ đô của Hoa Kỳ. Nó không thuộc phần đất nào của bất cứ tiểu bang nào.  Thay vào đó, Đặc khu Columbia nằm dưới thẩm quyền của Quốc hội Hoa Kỳ chiếu theo Điều khoản 1, Đoạn 8 Hiến pháp Hoa Kỳ. Xưa kia đặc khu được chia thành ba thành phố độc lập và hai quận. Quận Alexandria (hiện nay hình thành nên quận Arlington) và thành phố độc lập Alexandria được giao trả lại cho tiểu bang Virginia năm 1846. Ba thực thể còn lại (thành phố Washington, Georgetown, và quận Washington) được nhập lại thành một chính quyền thống nhất theo một đạo luật của Quốc hội Hoa Kỳ vào năm 1871.
- Các thành phố và thị trấn trong vùng Tân Anh theo truyền thống có chính quyền rất mạnh trong khi đó các quận tương ứng ít quan trọng. Ngày nay, đa số các quận tại miền nam vùng Tân Anh (Connecticut, Rhode Island, and Massachusetts) gần như không có các cơ quan chính quyền hay các vai trò gì có liên quan ngoài việc phục vụ trong vai trò căn bản là tòa án.